# Vaadin
Vaadin è un web framework open source per le rich Internet application. A differenza delle librerie JavaScript e delle soluzioni basate su plugin di browser, fornisce un'architettura lato server, cioè la maggior parte della logica lavora sui server. La tecnologia AJAX lavora sul lato browser per assicurare all'utente un'esperienza ricca e interattiva. Sul lato client, Vaadin è costruito in cima e può essere esteso con Google Web Toolkit.

## Descrizione
Vaadin utilizza Java come linguaggio di programmazione per creare contenuti web. Il framework include la programmazione a eventi e widget, che permettono l'uso di un modello di programmazione che è più vicino alla progettazione GUI software rispetto al tradizionale sviluppo web con HTML e JavaScript.
Vaadin utilizza il Google Web Toolkit per interpretare la pagina web risultante. Il modo in cui Vaadin utilizza il Google Web Toolkit potrebbe portare a problemi di sicurezza relativi alla non affidabilità del client, Vaadin però aggiunge la validazione dei dati a lato server su tutte le azioni. Ciò significa che se i dati del cliente vengono manomessi, il server lo notifica e non ne permette la modifica.
La componente di default di Vaadin può essere estesa con GWT widgets e personalizzati con CSS.
Vaadin è distribuito come una collezione di file JAR (sia come download diretti, oppure con integrazione Maven o Ivy), che può essere incluso in qualsiasi tipo di progetto web Java sviluppato con i tools standard di Java. In aggiunta, esistono plugins di Vaadin per Eclipse e NetBeans per semplificare lo sviluppo di applicazioni Vaadin, oltre al supporto diretto di Maven. Fra questi vi sono plugin per la modifica grafica, come Vaadin Designer, che consente di posizionare gli elementi dell'interfaccia senza modificare manualmente il codice sorgente, visualizzando i risultati in tempo reale con un notevole risparmio di tempo.
Le applicazioni Vaadin possono essere rilasciate come servlet Java per qualsiasi web server Java, incluso il Google App Engine. Le applicazioni possono inoltre essere rilasciate come portlets per qualsiasi portale Java. Vaadin ha anche una profonda integrazione con Liferay.

## Compatibilità browser
Vaadin 7 è compatibile con i seguenti broswer:
- Android 2.3 o più recenti (non sono disponibili app android)
- Google Chrome 23 o più recente
- Internet Explorer 8 o più recente
- iOS 5 o più recente
- Mozilla Firefox 17 o più recente
- Opera 12 o più recente
- Safari 6 o più recente

## Ambiente Runtime
Vaadin 7 richiede Java Servlet API 2.4 ma supporta le ultime versioni e dovrebbe lavorare con qualsiasi applicazione server Java conforme allo standard. Le seguenti applicazioni server sono supportate:
- Apache Tomcat 5-8
- Apache TomEE 1.7.X-7.0.X
- Oracle WebLogic Server 10.3-12
- IBM WebSphere Application Server 7-8
- Jetty Application Server 4-7
- Wildfly 8
- Jetty 5-9
- GlassFish 2-4

Vaadin 7 supporta la specifica Portlet JSR-286 e tutti i portali che implementano tale specifica dovrebbero funzionare. I seguenti portali sono supportati:
- Liferay Portal 5.2-6
- GateIn Portal 3
- eXo Platform 3
- IBM WebSphere Portal 8